# Stanislaw Andrejewitsch Ljubschin

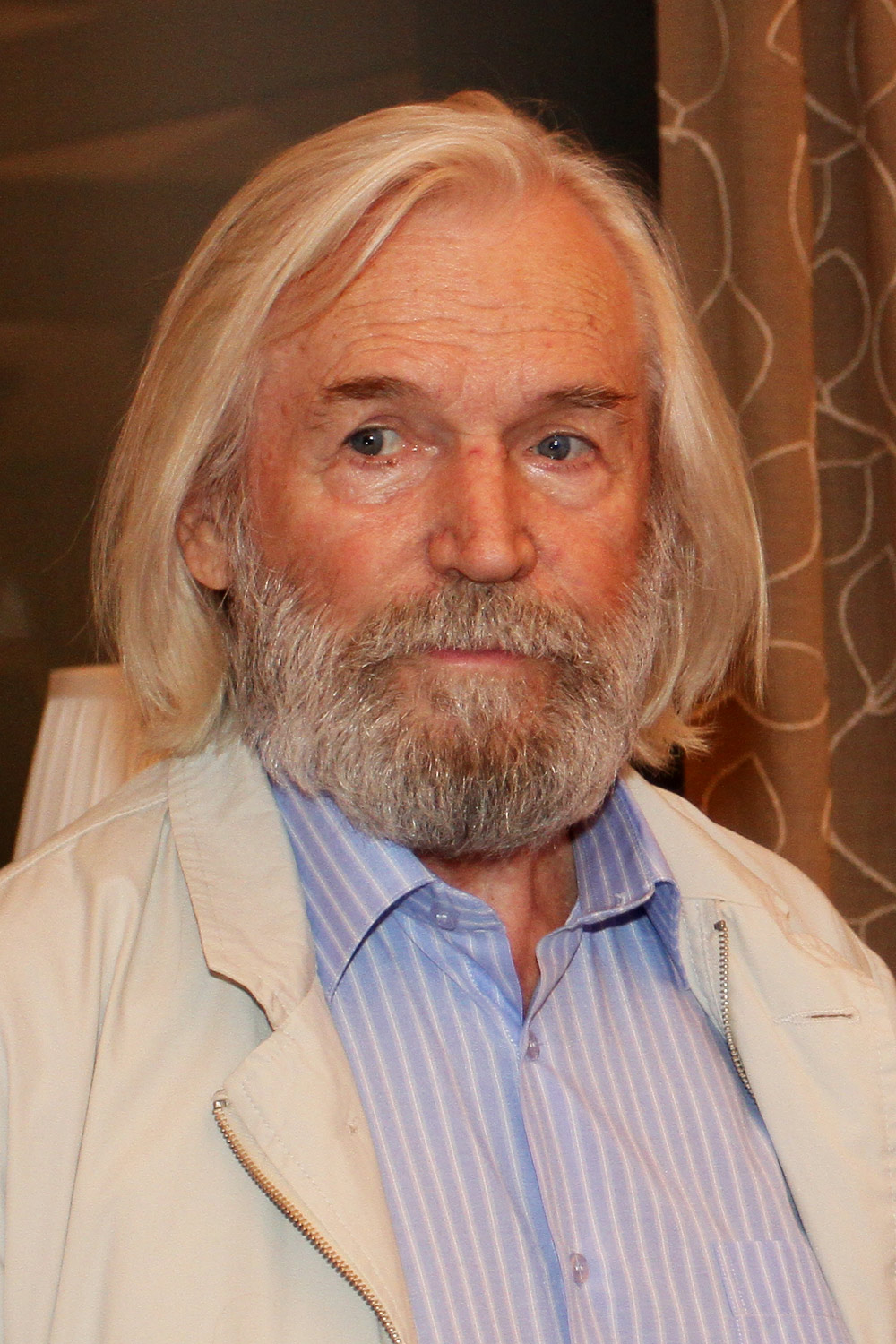
Stanislaw Andrejewitsch Ljubschin (2010)

Stanislaw Andrejewitsch Ljubschin (russisch Станислав Андреевич Любшин; * 6. April 1933 in Moskau) ist ein russischer Theater- und Kinoschauspieler, der für seine Arbeit 1981 mit dem Ehrentitel Volkskünstler der RSFSR ausgezeichnet wurde und bisher in über 50 Filmen mitspielte.

## Leben
Stanislaw Ljubschin wurde 1933 in Moskau geboren, wo er auch aufwuchs. 1959 schloss er sein Studium an der Moskauer Theaterschule „M.S.Schtschepkin“ ab und begann noch im selben Jahr regelmäßig in Theateraufführungen mitzuspielen. Auch seine erste Filmrolle bekam er 1959. Der Durchbruch als Filmschauspieler gelang ihm ab Anfang der 1960er Jahre, er trat aber dennoch weiterhin in bekannten Moskauer Theatern auf, wie etwa dem Tschechow-Kunsttheater Moskau oder dem Taganka-Theater. Auch im Alter von über 70 Jahren spielt Stanislaw Ljubschin noch in neuen russischen Filmen mit.
Vom sowjetischen Filmmagazin Sowjetskij Ekran (Советский экран) wurde er 1968 für seine Rolle im Film Щит и меч (deutsch: Schwert und Schild) und noch einmal 1979 für seine Rolle in Пять вечеров (deutsch: Fünf Abende) als bester sowjetischer Schauspieler des Jahres gekürt.

## Filmografie (Auswahl)
- 1959: Heute gibt es keinen Feierabend! (Segodnya uvolneniya ne budet)
- 1965: Alpenballade (Alpiyskaya ballada)
- 1966: Ich bin zwanzig Jahre alt (Mne dvadtsat let)
- 1968: Schild und Schwert
- 1973: Reisebekanntschaften (Печки-лавочки)
- 1973: Monolog
- 1974: Wolz – Leben und Verklärung eines deutschen Anarchisten
- 1977: Ein sentimentaler Roman (Sentimentalnyy roman)
- 1977: Ein Wort zur Verteidigung (Slovo dlya zashchity)
- 1979: Das Thema (Tema)
- 1979: Fünf Abende (Pyat vecherov)
- 1986: Kin-dsa-dsa!
- 1988: Der schwarze Mönch (Chyornyy monakh)
- 2002: Kino pro kino
- 2015: Dragon – Love Is a Scary Tale (On – drakon)